# Catedral del Sagrado Corazón (Shenyang)
La Catedral del Sagrado Corazón (en chino: 沈阳圣心教堂) es una catedral católica en Shenyang, provincia de Liaoning, China. Comúnmente se le llama Iglesia Católica Nanguan (en chino:南关天主教堂) u oficialmente catedral diocesana del Sagrado Corazón de Jesús en Shenyang (chino:沈阳耶稣圣心主教座堂) porque el obispo de la arquidiócesis de Shenyang reside aquí. En 2006 la Santa Sede nombró a Paul Pei (Pei Jun Min) obispo de Shenyang. 
La iglesia católica se estableció en el noreste de China en 1838 como el Vicariato Apostólico de Liaotung / Manchuria y Mongolia (La Buena Nueva fue traída a la zona de Shenyang por Jean Chenin, un misionero francés, que llegó en 1861. Una iglesia fue construida en 1861 Yingkou, seguida de una guardería y una escuela. Durante el levantamiento  de los Bóxers de 1900, fueron destruidos varios edificios. Sobre la base de la indemnización de la rebelión , una gran catedral fue construida por la Sociedad de las Misiones Extranjeras de París , que sigue siendo la actual catedral.